# Grand Prix-wegrace van Frankrijk 1974
De Grand Prix-wegrace van Frankrijk 1974 was de eerste race van het wereldkampioenschap wegrace-seizoen 1974. De race werd verreden op 21 april 1974 op het Circuit de Charade nabij Clermont-Ferrand, Frankrijk.

## Algemeen
In de openingsrace van het seizoen kwamen een aantal nieuwe combinaties aan de start: Giacomo Agostini voor het eerst met Yamaha's, Walter Villa op Harley-Davidson, Gianfranco Bonera als vervanger van Agostini op MV Agusta, Ángel Nieto terug op Derbi en vooral het debuut van Suzuki in de 500cc-klasse met Barry Sheene, Paul Smart en Jack Findlay als rijders.

## 500 cc
In Frankrijk kwamen voor het eerst de Suzuki RG 500's aan de start. Ze werden bestuurd door Barry Sheene, Paul Smart en Jack Findlay. In de race kon vooral Sheene goed meekomen en voor het eerst sinds jaren was er sprake van een gevecht tussen verschillende merken, want Giacomo Agostini kon met zijn Yamaha TZ 500 ook even de leiding nemen. Agostini viel echter uit door een gebroken krukas, waardoor Phil Read met zijn MV Agusta won, vóór Sheene en Gianfranco Bonera.

### Uitslag 500 cc
| Pos | Coureur              | Merk            | Tijd         | Punten |
| --- | -------------------- | --------------- | ------------ | ------ |
| 1   | Phil Read            | MV Agusta       | 1h 01' 33" 2 | 15     |
| 2   | Barry Sheene         | Suzuki          | +5" 0        | 12     |
| 3   | Gianfranco Bonera    | MV Agusta       | +11" 5       | 10     |
| 4   | Teuvo Länsivuori     | Yamaha          | +28" 8       | 8      |
| 5   | Michel Rougerie      | Harley-Davidson | +1' 58" 6    | 6      |
| 6   | Billie Nelson        | Yamaha          | +2' 33" 6    | 5      |
| 7   | John Williams        | Yamaha          | +2' 43" 5    | 4      |
| 8   | Chas Mortimer        | Maxton-Yamaha   | +2' 50" 1    | 3      |
| 9   | Ramon Jimenez        | Yamaha          | +2' 51" 1    | 2      |
| 10  | Philippe Gérard      | Yamaha          | +2' 51" 4    | 1      |
| 11  | Olivier Chevallier   | Yamaha          | +2' 51" 9    |        |
| 12  | Jack Findlay         | Suzuki          | +3' 32" 6    |        |
| 13  | Christian Léon       | Kawasaki        | +1 ronde     |        |
| 14  | Remy Hirschy         | Harley-Davidson | +1 ronde     |        |
| 15  | Bernard Fau          | Yamaha          | +1 ronde     |        |
| 16  | Bo Granath           | Husqvarna       | +1 ronde     |        |
| 17  | Jean-Claude Meilland | Yamaha          | +1 ronde     |        |
| 18  | Gérard Chamard       | Yamaha          | +1 ronde     |        |
| 19  | Walter Kaletsch      | Yamaha          | +4 ronden    |        |
| DNF | Karl Auer            | Yamaha          |              |        |
| DNF | Paul Eickelberg      | König           |              |        |
| DNF | Patrick Pons         | Yamaha          | val          |        |
| DNF | Werner Giger         | Yamaha          | val          |        |
| DNF | Bill Henderson       | Yamaha          |              |        |
| DNF | Giacomo Agostini     | Yamaha          | krukas       |        |
| DNF | Christian Bourgeois  | Yamaha          | val          |        |
| DNF | Adu Celso Santos     | Yamaha          |              |        |
| DNF | John Dodds           | Yamaha          |              |        |
| DNF | Paul Smart           | Suzuki          |              |        |
| DNF | Etienne Delamarre    | Yamaha          | val          |        |
| DNF | Dieter Braun         | Yamaha          |              |        |
| DNF | André Kaci           | Yamaha          |              |        |
| DNF | Yvon Duhamel         | Kawasaki        |              |        |
| DNF | Sven-Olov Gunnarsson | Yamaha          | val          |        |
| DNF | Jean-Paul Boinet     | Yamaha          |              |        |
| DNF | Rob Bron             | Yamaha          |              |        |
| DNF | Pentti Korhonen      | Yamaha          |              |        |

## 350 cc
In de 350cc-klasse trainde Phil Read met zijn MV Agusta 350 4C als snelste, maar in de race werd hij al na enkele ronden gepasseerd door Teuvo Länsivuori en Patrick Pons. Daarna stopte Read al vrij snel. Giacomo Agostini was toen nog bezig aan een inhaalrace, maar wist uiteindelijk toch te winnen vóór Länsivuori en Christian Bourgeois. De top tien bestond bijna helemaal uit Yamaha's, maar de vijfde plaats was voor Michel Rougerie met de Harley-Davidson RR 250.

### Uitslag 350 cc
| Pos | Coureur              | Merk            | Tijd         | Punten |
| --- | -------------------- | --------------- | ------------ | ------ |
| 1   | Giacomo Agostini     | Yamaha          | 1h 01' 51" 5 | 15     |
| 2   | Teuvo Länsivuori     | Yamaha          | +2" 3        | 12     |
| 3   | Christian Bourgeois  | Yamaha          | +54" 4       | 10     |
| 4   | Patrick Pons         | Yamaha          | +1' 11" 9    | 8      |
| 5   | Michel Rougerie      | Harley-Davidson | +1' 26" 6    | 6      |
| 6   | Bruno Kneubühler     | Yamaha          | +1' 41" 2    | 5      |
| 7   | Ramon Jimenez        | Yamaha          | +1' 52" 7    | 4      |
| 8   | Gérard Debrock       | Yamaha          | +1' 58" 1    | 3      |
| 9   | Billie Nelson        | Yamaha          | +2' 18" 8    | 2      |
| 10  | John Dodds           | Yamaha          | +2' 45" 2    | 1      |
| 11  | Olivier Chevallier   | Yamaha          |              |        |
| 12  | Christian Huguet     | Yamaha          |              |        |
| 13  | Thierry Tchernine    | Yamaha          |              |        |
| 14  | John Williams        | Yamaha          |              |        |
| 15  | Jean-Claude Chemarin | Yamaha          |              |        |
| 16  | Marcel Ankoné        | Yamsel          |              |        |
| 17  | Vic Soussan          | Yamaha          |              |        |
| 18  | Sven Gunnarsson      | Yamaha          |              |        |
| 19  | Karl Auer            | Yamaha          |              |        |
| 20  | Gilles Husson        | Yamaha          |              |        |
| DNF | Phil Read            | MV Agusta       |              |        |

## 125 cc
In Frankrijk leek het in de 125cc-race aanvankelijk een strijd tussen de Yamaha-rijders Kent Andersson en Bruno Kneubühler te worden, maar na ongeveer vijf ronden begon Andersson toch duidelijk weg te lopen van zijn concurrent. Otello Buscherini werd met zijn Malanca derde.

### Uitslag 125 cc
| Pos | Coureur           | Merk       | Tijd      | Punten |
| --- | ----------------- | ---------- | --------- | ------ |
| 1   | Kent Andersson    | Yamaha     | 54' 37" 8 | 15     |
| 2   | Bruno Kneubühler  | Yamaha     | +18" 9    | 12     |
| 3   | Otello Buscherini | Malanca    | +19" 9    | 10     |
| 4   | Thierry Tchernine | Yamaha     | +2' 13" 5 | 8      |
| 5   | Benjamín Grau     | Derbi      | +2' 25" 6 | 6      |
| 6   | Etienne Delamarre | Yamaha     | +3' 08" 2 | 5      |
| 7   | Leif Gustafsson   | Maico      | +3' 32" 7 | 4      |
| 8   | Johann Zemsauer   | Rotax      | +1 ronde  | 3      |
| 9   | Maurice Maingret  | Yamaha     | +1 ronde  | 2      |
| 10  | Hans Hallberg     | Yamaha     | +1 ronde  | 1      |
| 11  | Eugenio Lazzarini | Piovaticci |           |        |
| 12  | Ingemar Bengtsson | Delta      |           |        |
| 13  | Rudolf Weiß       | Maico      |           |        |
| 14  | Xaver Tschannen   | Maico      |           |        |
| 15  | Ernst Fagerer     | Maico      |           |        |
| 16  | Ernst Fagerer     | Maico      |           |        |
| 17  | René Lambert      | Yamaha     |           |        |
| 18  | Matii Kinnunen    | Maico      |           |        |
| 19  | Jacky Hutteau     | Yamaha     |           |        |
| 20  | Gérard Caron      | Maico      |           |        |
| 21  | Eric Offenstadt   | Motobécane |           |        |
| DNF | Ángel Nieto       | Derbi      |           |        |

## 50 cc
Henk van Kessel was met zijn Van Veen-Kreidler al in de trainingen van Frankrijk de snelste, en ondanks een moeizame start wist hij ook de 50cc-race te winnen. Rudolf Kunz (Kreidler) werd tweede en Otello Buscherini (Malanca) werd derde.

### Uitslag 50 cc
| Pos | Coureur            | Merk              | Tijd      | Punten |
| --- | ------------------ | ----------------- | --------- | ------ |
| 1   | Henk van Kessel    | Van Veen-Kreidler | 34' 42" 1 | 15     |
| 2   | Rudolf Kunz        | Kreidler          | +28" 4    | 12     |
| 3   | Otello Buscherini  | Malanca           | +32" 6    | 10     |
| 4   | Herbert Rittberger | Kreidler          | +41" 6    | 8      |
| 5   | Wolfgang Gedlich   | Kreidler          | +57" 4    | 6      |
| 6   | Ulrich Graf        | Kreidler          | +1' 25" 0 | 5      |
| 7   | Stefan Dörflinger  | Kreidler          | +1' 38" 2 | 4      |
| 8   | Nico Polane        | Roton             | +2' 16" 6 | 3      |
| 9   | Günter Schirnhofer | Kreidler          | +2' 33" 2 | 2      |
| 10  | Jan Bruins         | Jamathi           | +2' 35" 5 | 1      |
| 11  | Wilhelm Werner     | Kreidler          |           |        |
| 12  | Rolf Blatter       | Kreidler          |           |        |
| 13  | Pentti Salonen     | Puch              |           |        |
| 14  | Ingemar Bengtsson  | Delta             |           |        |
| 15  | Kasimir Rapcynski  | Kreidler          |           |        |
| 16  | Pierre Audry       | ABF               |           |        |
| 17  | Joaquín Galí       | Derbi             |           |        |
| 18  | Lennart Lundgren   | Suzuki            |           |        |
| 19  | Wolfgang Golembeck | Kreidler          |           |        |
| 20  | Boris Bajc         | Kreidler          |           |        |
| 21  | Günter Maussner    | Kreidler          |           |        |

## Zijspanklasse
In Frankrijk kwam Klaus Enders met zijn nieuwe "Busch Spezial" nog niet aan de start. Werner Schwärzel/Karl-Heinz Kleis reden met hun König tot de laatste ronde aan de leiding, maar toen hun machine op drie cilinders ging lopen werden ze ingehaald door de BMW van Siegfried Schauzu/Wolfgang Kalauch. Rudi Kurth en Dane Rowe waren na enkele jaren vol pech met hun CAT-Crescent eindelijk succesvol en werden derde.

### Uitslag zijspanklasse
| Pos | Coureur               | Bakkenist        | Merk         | Tijd      | Punten |
| --- | --------------------- | ---------------- | ------------ | --------- | ------ |
| 1   | Siegfried Schauzu     | Wolfgang Kalauch | Busch-BMW    | 53' 50" 7 | 15     |
| 2   | Werner Schwärzel      | Karl-Heinz Kleis | König        | +1" 9     | 12     |
| 3   | Rudi Kurth            | Dane Rowe        | CAT-Crescent | +33" 5    | 10     |
| 4   | Richard Wegener       | Derek Jacobson   | BMW          | +1' 46" 3 | 8      |
| 5   | Dennis Keen           | Roland Worrall   | König        | +1' 46" 5 | 6      |
| 6   | Heinz Luthringshauser | Hermann Hahn     | Busch-BMW    | +3' 19" 6 | 5      |
| 7   | Gustav Pape           | Franz Kallenberg | König        | +3' 58" 9 | 4      |
| 8   | Helmut Schilling      | Harald Mathews   | BMW          | +4' 04" 1 | 3      |
| 9   | Egon Schons           | Karl Lauterbach  | BMW          | +1 ronde  | 2      |
| 10  | Siegfried Zeh         | Jon Waters       | König        |           | 1      |

1920 · 1921 · 1922 · 1923 · 1924 · 1925 · 1926 · 1927 · 1928 · 1929 · 1930 · 1931 · 1932 · 1933 · 1935 · 1936 · 1937 · 1938 · 1939 · 1949 · 1951 ·  1953 · 1954 · 1955 · 1958 · 1959 · 1960 · 1961 · 1962 · 1963 · 1964 · 1965 · 1966 · 1967 · 1969 · 1970 · 1972 · 1973 · 1974 · 1975 · 1976 · 1977 · 1978 · 1979 · 1980 · 1981 · 1982 · 1983 · 1984 · 1985 · 1986 · 1987 · 1988 · 1989 · 1990 · 1991 · 1992 · 1994 · 1995 · 1996 · 1997 · 1998 · 1999 · 2000 · 2001 · 2002 · 2003 · 2004 · 2005 · 2006 · 2007 · 2008 · 2009 · 2010 · 2011 · 2012 · 2013 · 2014 · 2015 · 2016 · 2017 · 2018 · 2019 · 2020 · 2021 · 2022 · 2023 · 2024 · 2025